# Rimorchiatore

Descrizione delle parti di un rimorchiatore con elica fissa e timone

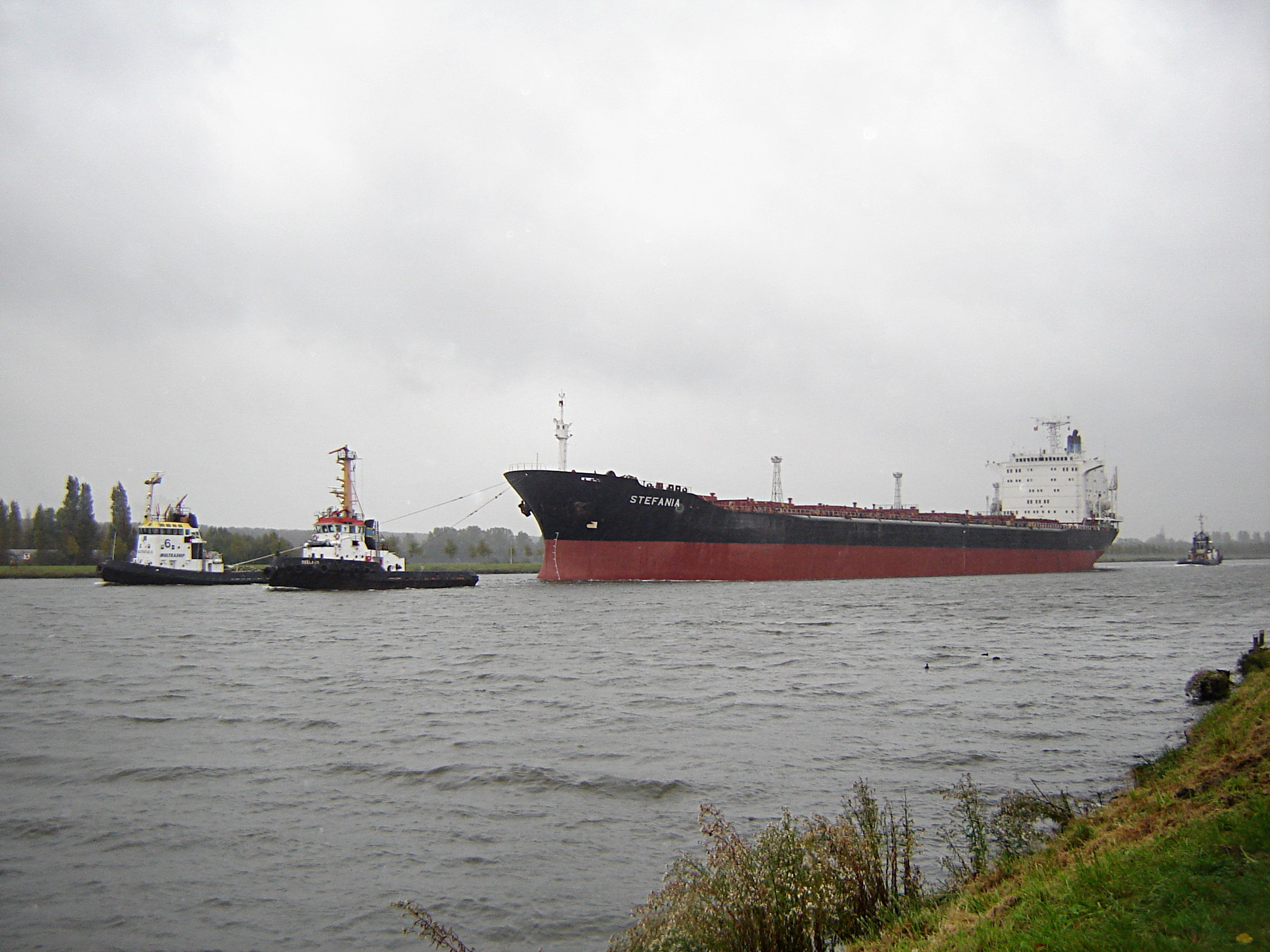
Una tipica operazione condotta da due rimorchiatori in coppia nel Canale Gand-Terneuzen.

Un rimorchiatore è un'imbarcazione a motore la cui funzione specifica è quella di attuare manovre di traino, spinta e/o accompagnamento delle navi nell'ambito dei servizi tecnico-nautici di spostamento nei porti o in mare aperto (rimorchiatore d'altura).

## Utilizzo
Inteso sia per l'uso civile che militare, il rimorchiatore è utilizzato soprattutto nei porti con azione di rimorchio portuale, quando si tratta di accompagnare le navi in partenza verso il mare aperto oppure per guidarle dal mare aperto verso le manovre di attracco. Il suo utilizzo è reso necessario dalle grosse difficoltà che incontrerebbero navi costruite e "motorizzate" per il mare aperto, a muoversi in specchi d'acqua ristretti come quelli portuali.
Viene impiegato anche nei bacini di carenaggio, data la scarsa manovrabilità delle navi più grosse in tali strutture, e in casi di emergenza può rimorchiare fino in porto navi eventualmente in avaria in mare aperto.

## Caratteristiche tecniche
I rimorchiatori si caratterizzano per dimensioni relativamente contenute, motore capace di esprimere una notevole potenza in ragione dello sforzo che essi devono sostenere, e dalla struttura particolarmente robusta e atta a condizioni di mare anche proibitive. Il rapporto potenza/peso è molto elevato.
Il rimorchiatore è tra le più diffuse - e necessarie - imbarcazioni nel panorama delle operazioni navali.
La propulsione è in genere assicurata da: eliche intubate da mantello Kort, SRP (Schottel rudder propeller) e sistemi Voith.

## Rimorchio
L'azione di rimorchio viene effettuata tramite funi in fibra (rimorchi leggeri) o acciaio, oppure con catene o sistemi misti (cavo d'acciaio con porzione centrale in catena).
Il sistema di rimorchio a fune singola o multipla deve rispettare alcune caratteristiche di lunghezza e resistenza in base alla nave rimorchiata, tramite una relazione di tipo proporzionale; inoltre, nel caso di sistemi multipli, si deve attuare un'azione di tensionatura sui vari cavi, in modo da distribuire in modo omogeneo il carico e per ragioni di sicurezza ogni singola fune dev'essere in grado di supportare il carico totale, risultando di fatto identici in tutti i parametri, motivo per cui sono costruiti appositamente.
Questo dimensionamento è giustificato dall'evenienza di un mare grosso (mosso), dove il sistema viene particolarmente sollecitato da movimenti bruschi, imprevisti e disordinati.